# BNP Paribas
BNP Paribas – grupa kapitałowa, a zarazem bank francuski powstały w 2000 roku z połączenia banków Banque Nationale de Paris (BNP) i Paribas. Jest to największy bank strefy euro pod względem kapitalizacji giełdowej. Siedzibą banku jest Paryż. Spółka wchodzi w skład indeksu CAC 40.

## Historia
Państwowy bank BNP narodził się w 1966 z fuzji dwóch instytucji finansowych: BNCI (Banque Nationale du Commerce et de l’Industrie) i CNEP (Comptoir National d’Escompte de Paris). W 1993 nastąpiła prywatyzacja banku.
Instytucja o pierwotnej nazwie Compagnie Financière de Paris et des Pays-Bas, później nazwana
Compagnie Financière de Paribas, skróciła swoją nazwę do prostego Paribas w 1998 po przejęciu spółki Compagnie Bancaire.
W 1999 bank BNP wygrał walkę giełdową z Société Générale o połączenie się z Paribas.

## Grupa BNP Paribas

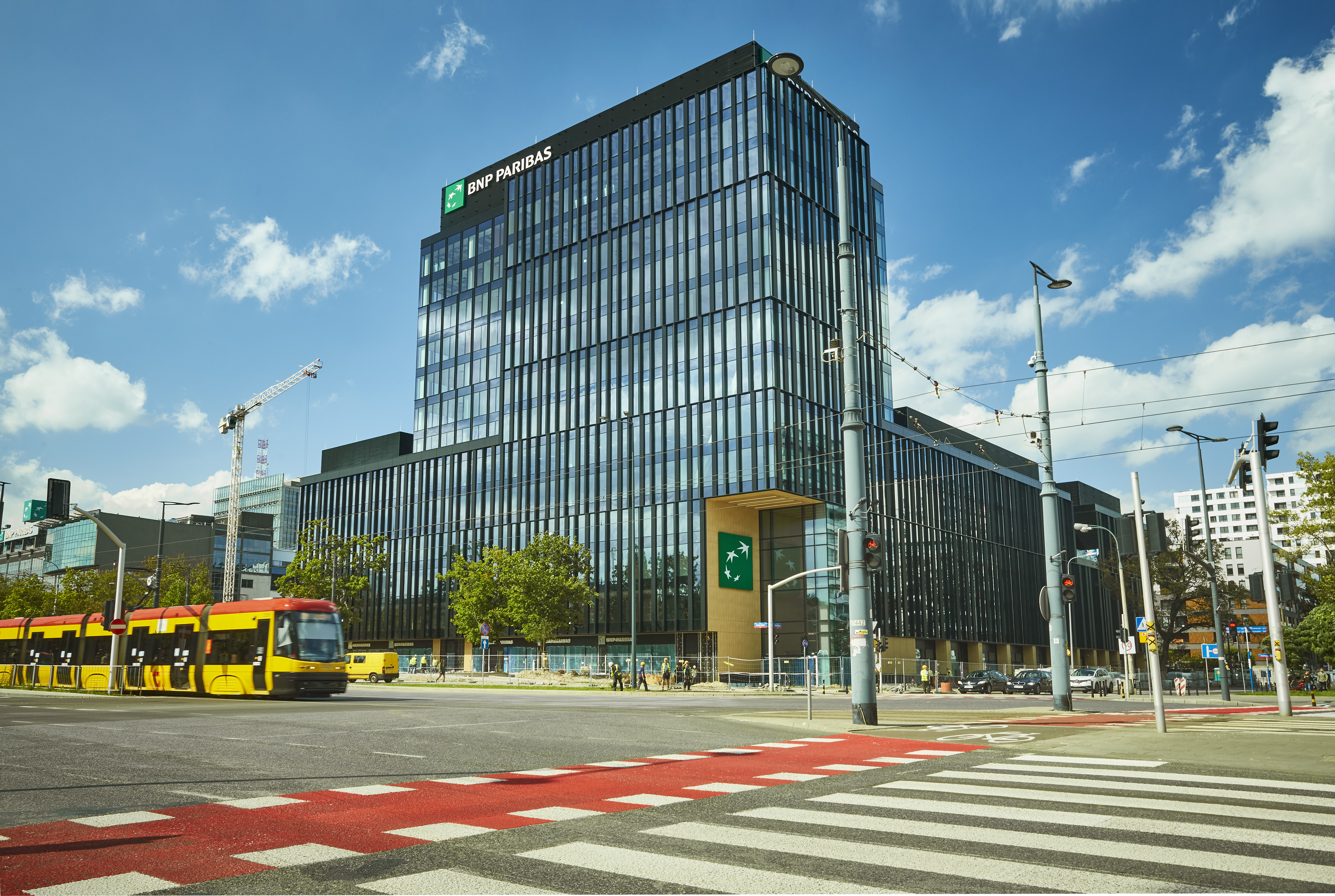
Siedziba centrali BNP Paribas Bank Polska w Warszawie (2021)

Bank BNP Paribas jest największym bankiem detalicznym we Francji z ponad 2200 oddziałami. Wcześniej Bank Paribas, a teraz BNP Paribas jest tradycyjnie silnie zaangażowany w sektor naftowy. Bank prowadził obsługę finansową programu „ropa za żywność” w Iraku.
W kwietniu 2019, Grupa kapitałowa BNP Paribas posiadała aktywa na poziomie 2,33 biliona dolarów amerykańskich, zajmując 9 miejsce na liście największych banków świata.
Członkowie grupy kapitałowej banku:
- Arval
- Arius
- Banque de Bretagne(inne języki)
- BNL
- Cardif
- Cetelem (kredyty konsumpcyjne)
- Cortal Consors(inne języki)
- BNP Paribas Lease Group (BPLG)
- BMCI (Maroko)
- Bank of the West(inne języki) (bank kalifornijski)
- Banca Nazionale del Lavoro(inne języki)
- UCB (kredyty hipoteczne)
- BNP Paribas Bank Polska
- UBCI (Tunezja)
- AtisReal(inne języki) (Nieruchomości)
- BNP Paribas Arbitrage(inne języki)
- Ukrsibbank BNP Paribas Group(inne języki) (Ukraina)
- BNP Paribas Fortis (Belgia)